# Boris Pistorius

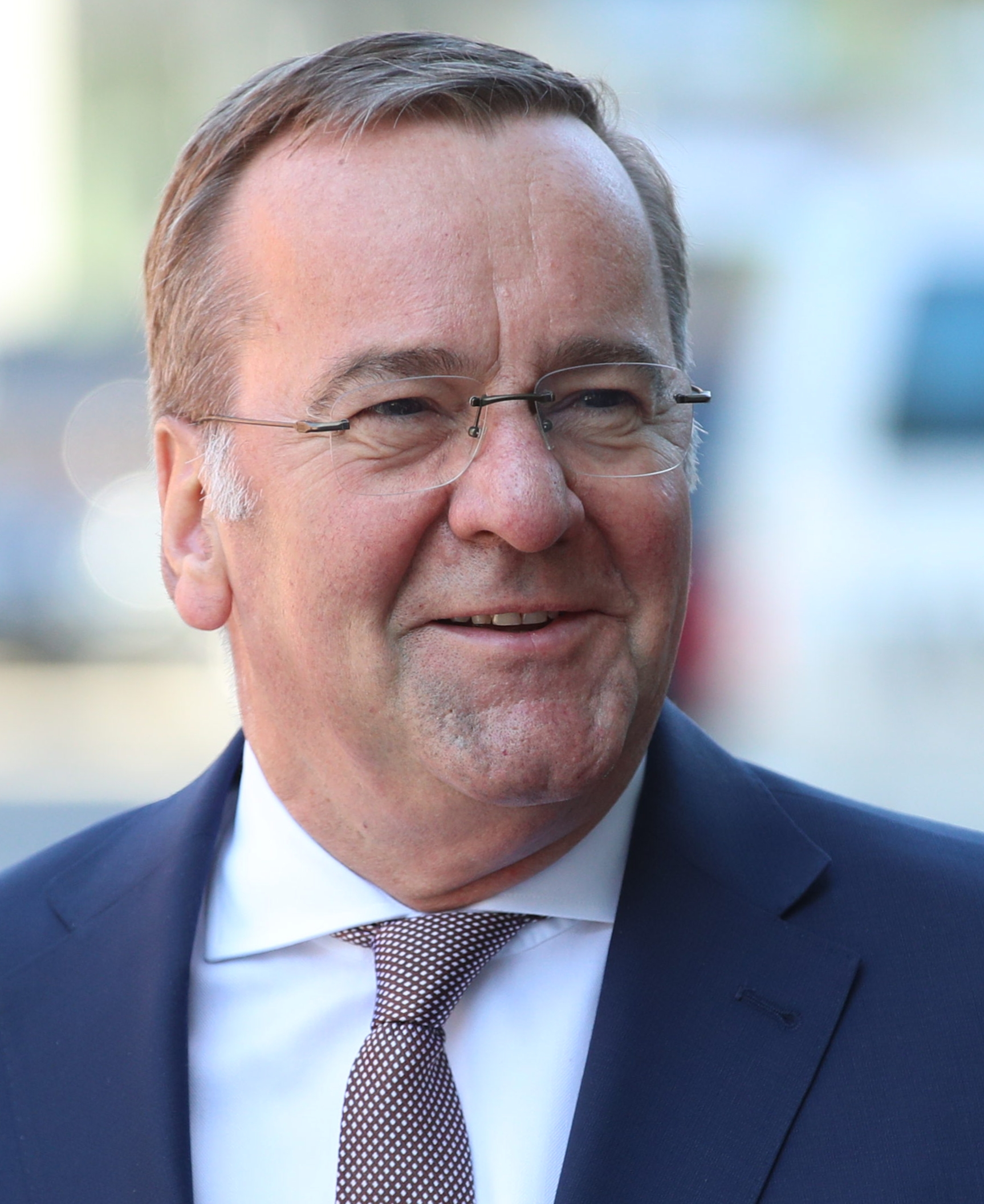
Boris Pistorius (2025)

Boris Ludwig Pistorius (* 14. März 1960 in Osnabrück) ist ein deutscher Politiker (SPD). Er ist seit Januar 2023 Bundesminister der Verteidigung, zunächst im Kabinett Scholz und ab Mai 2025 im Kabinett Merz. Zudem ist er seit März 2025 Mitglied des Deutschen Bundestages.
Zuvor war er von November 2006 bis Februar 2013 Oberbürgermeister von Osnabrück und von Februar 2013 bis Januar 2023 Minister für Inneres und Sport des Landes Niedersachsen. Außerdem war er von November 2017 bis Januar 2023 Mitglied des Niedersächsischen Landtages.

## Leben

### Herkunft, Studium und Beruf
Boris Pistorius wuchs als Sohn des aus Packebusch stammenden Ludwig Pistorius (1923–2009) und dessen Frau, der in Frankfurt (Oder) geborenen SPD-Landtagsabgeordneten Ursula Pistorius, geb. Raabe (1933–2015), im Osnabrücker Stadtteil Schinkel auf. Er ist nach Boris Pasternak benannt. Sein älterer Bruder Harald Pistorius ist der langjährige Leiter der Sportredaktion der Neuen Osnabrücker Zeitung und sein anderer Bruder heißt Fred Pistorius. 1978 legte Pistorius sein Abitur am Ernst-Moritz-Arndt-Gymnasium in Osnabrück ab und machte von 1978 bis 1980 eine Berufsausbildung zum Kaufmann im Groß- und Außenhandel. Anschließend leistete er seinen Grundwehrdienst im Flugabwehrregiment 11 in der Steuben-Kaserne in Achim (Niedersachsen) ab. Er schied als Obergefreiter aus dem Dienst aus. Er studierte ab 1981 Rechtswissenschaft an der Universität Osnabrück, der Westfälischen Wilhelms-Universität Münster und 1982/83 an der Université Catholique de l’Ouest (Angers/Frankreich).
Seine erste juristische Prüfung legte Pistorius 1987 in Hamm ab. Es folgte ein Rechtsreferendariat beim Oberlandesgericht Oldenburg, wo er 1990 das zweite Staatsexamen ablegte. Nach einem halben Jahr als Rechtsanwalt wechselte er 1991 in den Landesdienst des Landes Niedersachsen. Er war von 1991 bis 1995 persönlicher Referent des niedersächsischen Innenministers Gerhard Glogowski und von 1995 bis 1996 stellvertretender Leiter von dessen Ministerbüro. Von 1997 bis 2002 war er Dezernatsleiter bei der Bezirksregierung Weser-Ems und von 2002 bis 2006 Leiter der dortigen Abteilung Schulen und Sport.
Pistorius erlernte mehrere Fremdsprachen, darunter Englisch, Französisch und Russisch. Im Gymnasium war Russisch eines seiner Abiturprüfungsfächer.

### Politik

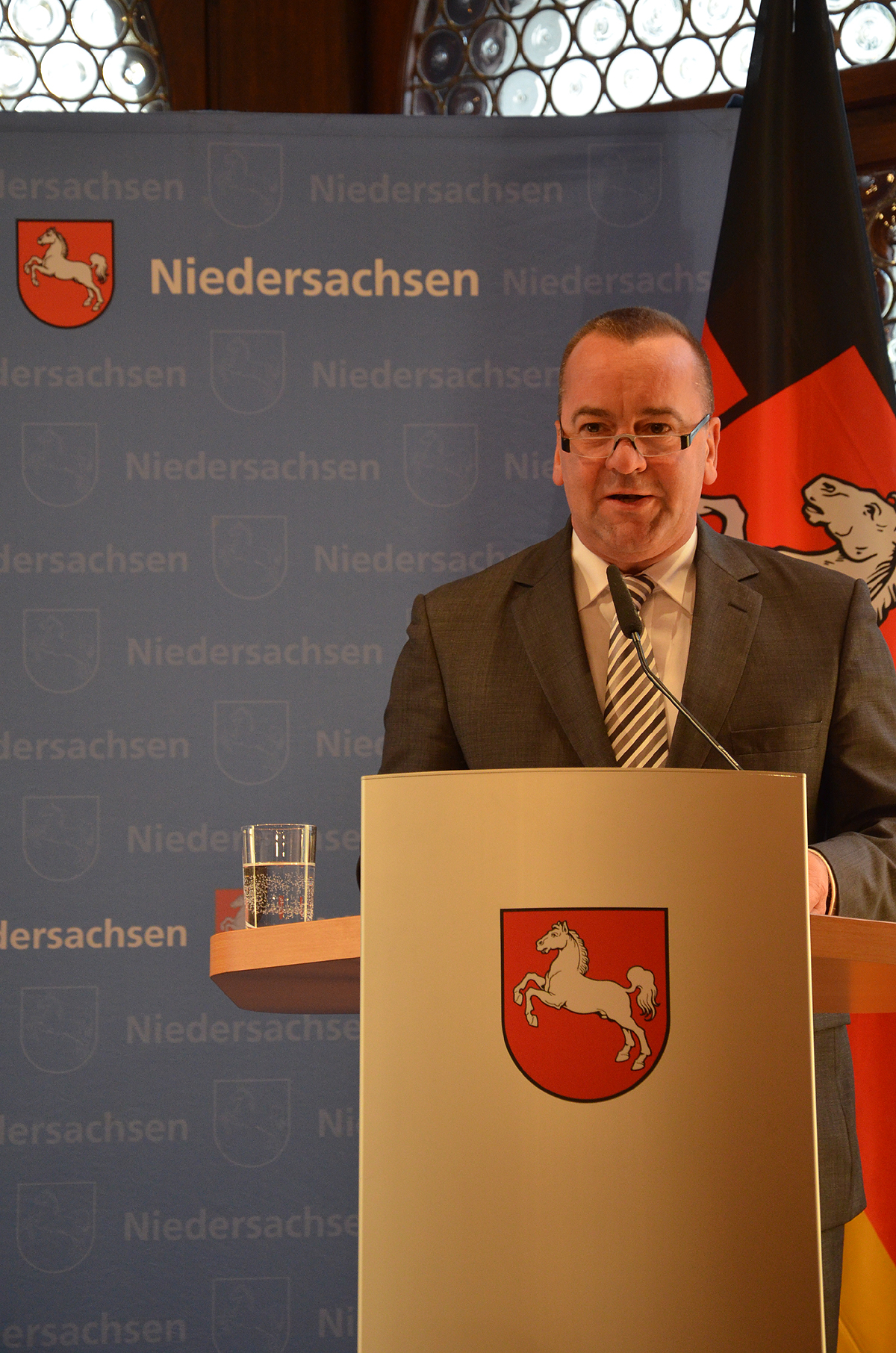
Pistorius bei einer Festrede zu Ehren des Beirats im Niedersächsischen Härtefonds für Hilfen an Verfolgte des NS-Regimes in besonderer Notlage, 2013

#### Partei
Pistorius trat 1976 mit 16 Jahren in die SPD ein. Seit dem 8. Dezember 2017 ist er Mitglied des SPD-Parteivorstands auf Bundesebene.
Vor der Bundestagswahl 2017 war Pistorius für die Innenpolitik der SPD verantwortlich. Er war maßgeblich an einem 10-Punkte-Papier zur sozialdemokratischen Innenpolitik beteiligt, das er im Juni 2017 zusammen mit Martin Schulz im Willy-Brandt-Haus in Berlin vorstellte. Darin forderten sie unter anderem ein entschlossenes Vorgehen gegen terroristische Gefährder, eine deutliche personelle Stärkung der Bundespolizei und eine verbesserte Bekämpfung von Cybercrime, wobei gleichzeitig stets „eine vernünftige Balance zwischen Sicherheit und Freiheit“ gewährleistet werden müsse. Weiterhin solle eine stärkere Kooperation der EU-Staaten in der Innen- und Sicherheitspolitik erfolgen. Zu diesem Zweck werden etwa die Errichtung einer EU-Polizei nach dem Vorbild der amerikanischen Bundesbehörde FBI angestrebt sowie der Aufbau einer gemeinsamen europäischen Grenzschutzpolizei zum Schutz der Schengen-Außengrenzen.
Im Januar 2018 nahm Pistorius an den Sondierungsgesprächen zwischen SPD und CDU zur Bildung einer gemeinsamen Bundesregierung teil. Gemeinsam mit Ralf Stegner vertrat er die SPD dort in der Arbeitsgruppe Migration/Integration. Bei den anschließenden Koalitionsverhandlungen übernahm Pistorius für die SPD den Co-Vorsitz in der Arbeitsgruppe Innen, Recht und Verbraucherschutz.
Bei der Wahl zum SPD-Vorsitz 2019 kandidierte er als Duo mit seiner Parteikollegin Petra Köpping vergeblich für den SPD-Vorsitz.
Für die Bundestagswahl 2025 war Boris Pistorius als Kanzlerkandidat der SPD anstelle des amtierenden Bundeskanzlers Olaf Scholz im Gespräch. Am 21. November gab er jedoch in einer von der Partei veröffentlichten Videobotschaft bekannt, nicht als Kanzlerkandidat zur Verfügung zu stehen, und sprach Scholz seine Unterstützung aus.
Am 10. Dezember 2024 wurde er von der SPD für die vorgezogene Bundestagswahl als Direktkandidat im Wahlkreis Hannover II nominiert.

#### Osnabrück
Von 1996 bis Februar 2013 gehörte er dem Rat der Stadt Osnabrück an. Vor seiner Wahl zum Osnabrücker Oberbürgermeister war Pistorius stellvertretender Vorsitzender der SPD-Fraktion im Stadtrat und deren finanzpolitischer Sprecher. Von 1999 bis 2002 war er zudem ehrenamtlicher zweiter Bürgermeister von Osnabrück. Bei den Kommunalwahlen in Niedersachsen 2006 erhielt er am 24. September 2006 bei der Oberbürgermeister-Stichwahl 55 Prozent der gültigen Stimmen und trat am 7. November 2006 die Nachfolge von Hans-Jürgen Fip (SPD) an.

#### Niedersächsische Landesregierung und Bundesrat
Nach der Landtagswahl am 20. Januar 2013 wurde Pistorius bei der konstituierenden Sitzung des 17. Niedersächsischen Landtages am 19. Februar 2013 im Kabinett Weil I als Minister für Inneres und Sport vereidigt. Noch im selben Jahr hatte er als Innenminister des Landes Niedersachsen den Vorsitz der deutschen Innenministerkonferenz (IMK) inne. Anfang 2014 übergab Pistorius dieses Amt turnusmäßig an den damaligen nordrhein-westfälischen Innenminister, Ralf Jäger (SPD). Im Jahr 2014 und ab Juni 2017 war Pistorius Sprecher der von der SPD gestellten Innenressortleiter der Länder. Am 22. November 2017 wurde Pistorius im Kabinett Weil II erneut als Niedersächsischer Minister für Inneres und Sport vereidigt.
Vom 19. Februar 2013 bis zum 22. November 2017 war Pistorius ordentliches Mitglied des Bundesrates und vom 22. November 2017 bis zum 8. November 2022 stellvertretendes Mitglied. Vom 8. November 2022 bis zum 18. Januar 2023 war er wieder ordentliches Mitglied des Bundesrates.
Nach der niedersächsischen Landtagswahl am 9. Oktober 2022 wurde Pistorius am 8. November 2022 im Kabinett Weil III erneut als Niedersächsischer Minister für Inneres und Sport vereidigt. Dieses Amt legte er mit seiner Ernennung zum Bundesminister der Verteidigung im Januar 2023 nieder. Im Amt des niedersächsischen Innenministers folgte ihm Daniela Behrens nach.
Ab Oktober 2017 war Pistorius Mitglied in einem gemeinsamen parlamentarischen Kontrollausschuss für Europol.
Er war zudem als Mitglied des Bundesrates Mitglied in der Parlamentarischen Versammlung der NATO und Mitglied der deutsch-russischen Freundschaftsgruppe des Bundesrats.

#### Landtagsabgeordneter

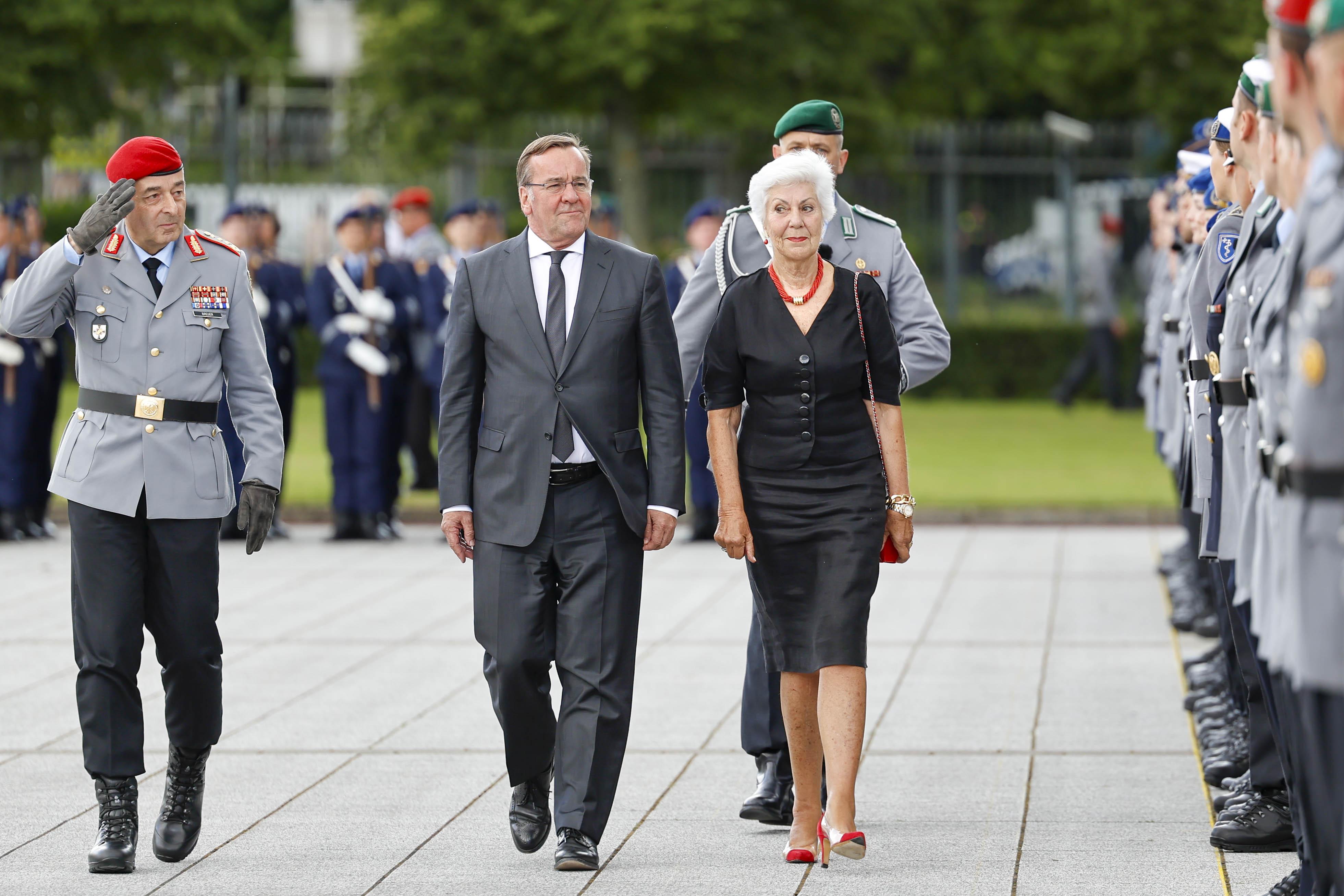
Anlässlich eines Feierlichen Gelöbnisses zum Jahrestag des Attentats vom 20. Juli 1944 (2023)

Bei der niedersächsischen Landtagswahl am 15. Oktober 2017 trat Pistorius zum ersten Mal im Wahlkreis Osnabrück-West an und gewann den Wahlkreis mit 42,6 Prozent der Stimmen vor dem bisherigen Mandatsinhaber der CDU, Burkhard Jasper (33,9 Prozent). Bei der Wahl zum 19. niedersächsischen Landtag am 9. Oktober 2022 verteidigte Pistorius mit 38,9 Prozent der Stimmen sein Direktmandat. Im Januar 2023 legte er im Zuge seiner Ernennung zum Bundesverteidigungsminister sein Landtagsmandat nieder. Für ihn rückte Daniela Behrens in den Landtag nach.

#### Bundesminister der Verteidigung

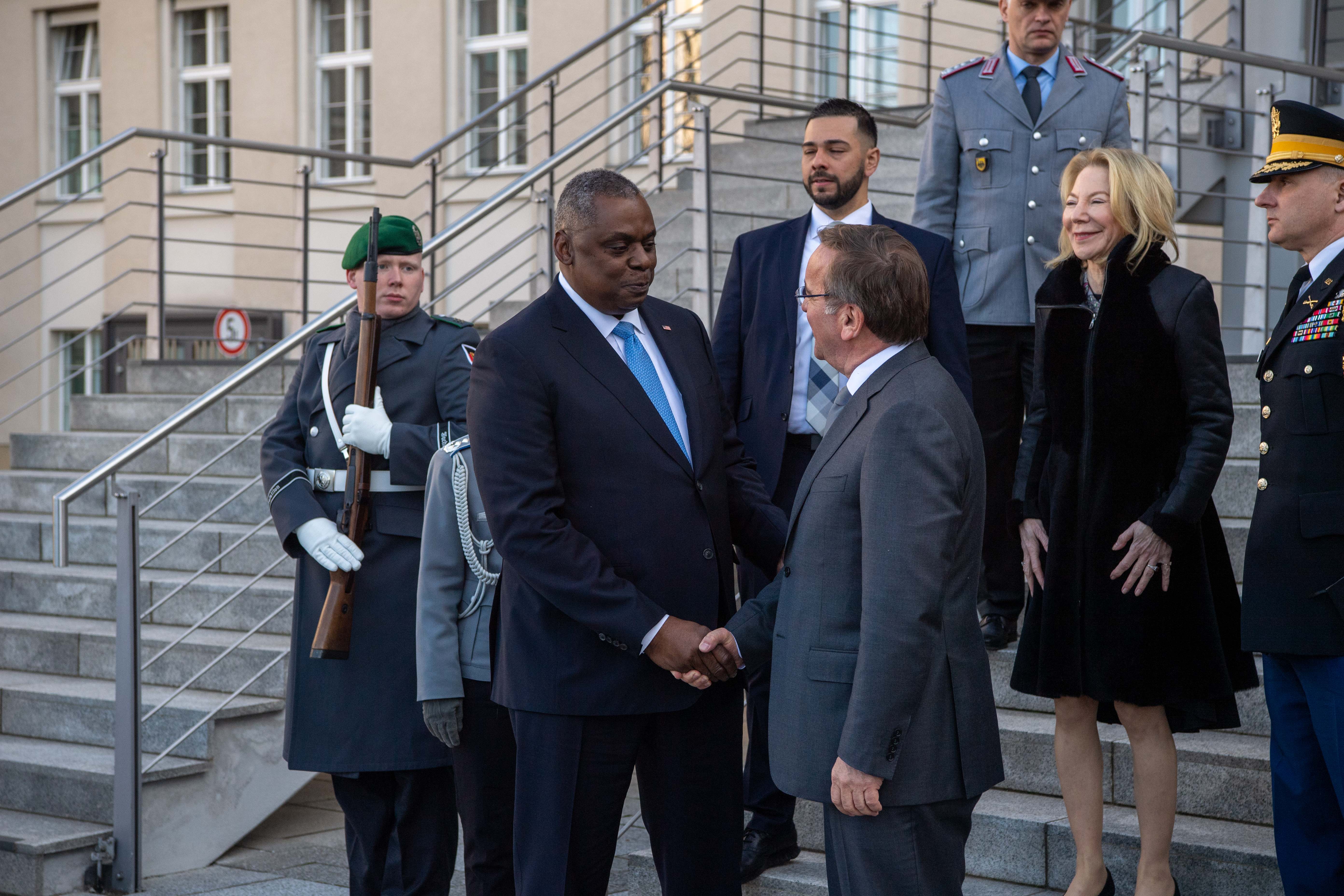
Pistorius mit dem US-amerikanischen Verteidigungsminister Lloyd Austin am 19. Januar 2023

Pistorius wurde nach dem Rücktritt von Christine Lambrecht am 17. Januar 2023 als neuer Bundesverteidigungsminister im Kabinett Scholz vorgeschlagen. Er wurde am 19. Januar 2023 ernannt und vereidigt.

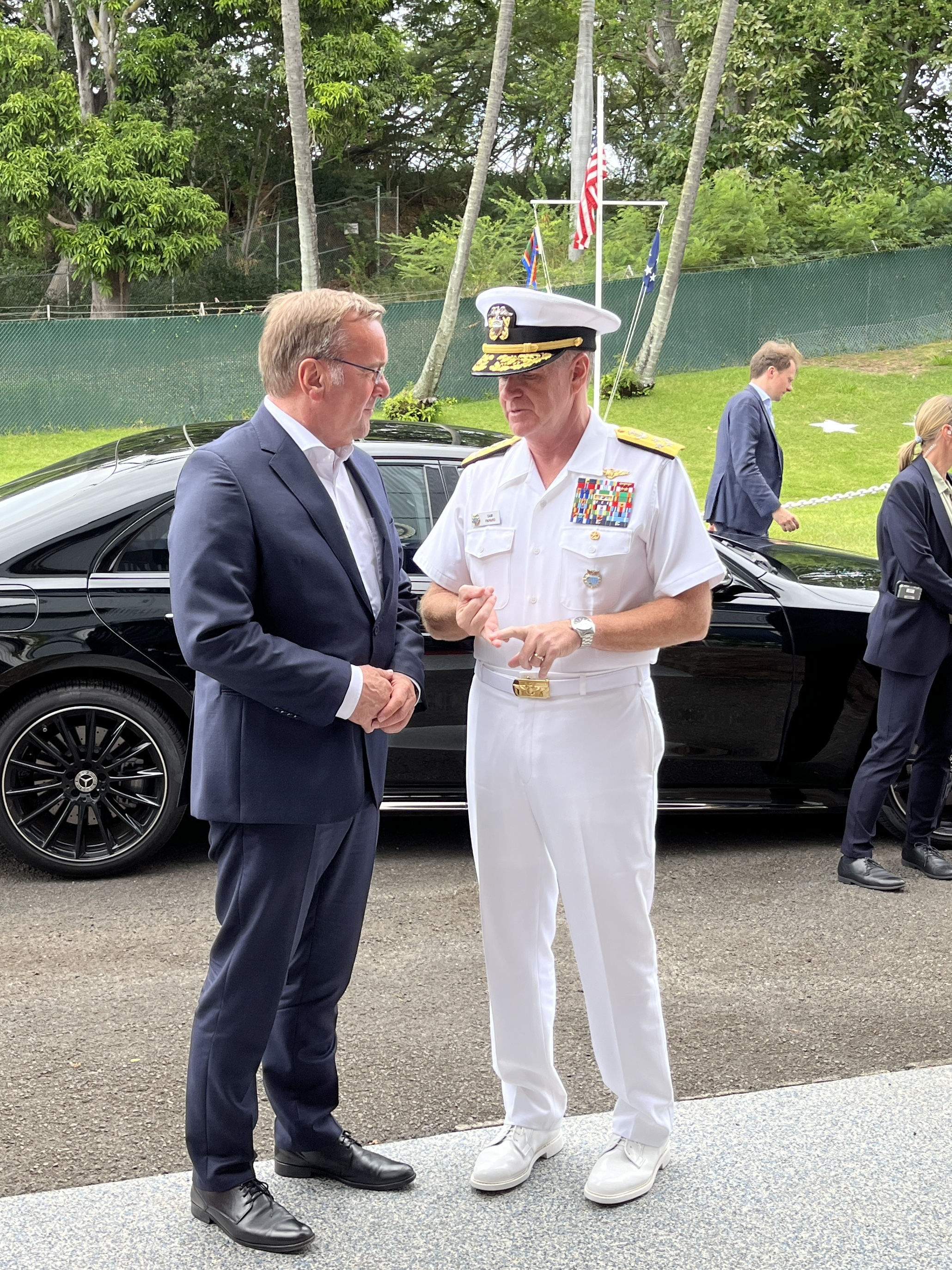
Boris Pistorius und US-Admiral Samuel Paparo im Juli 2024 in Honolulu

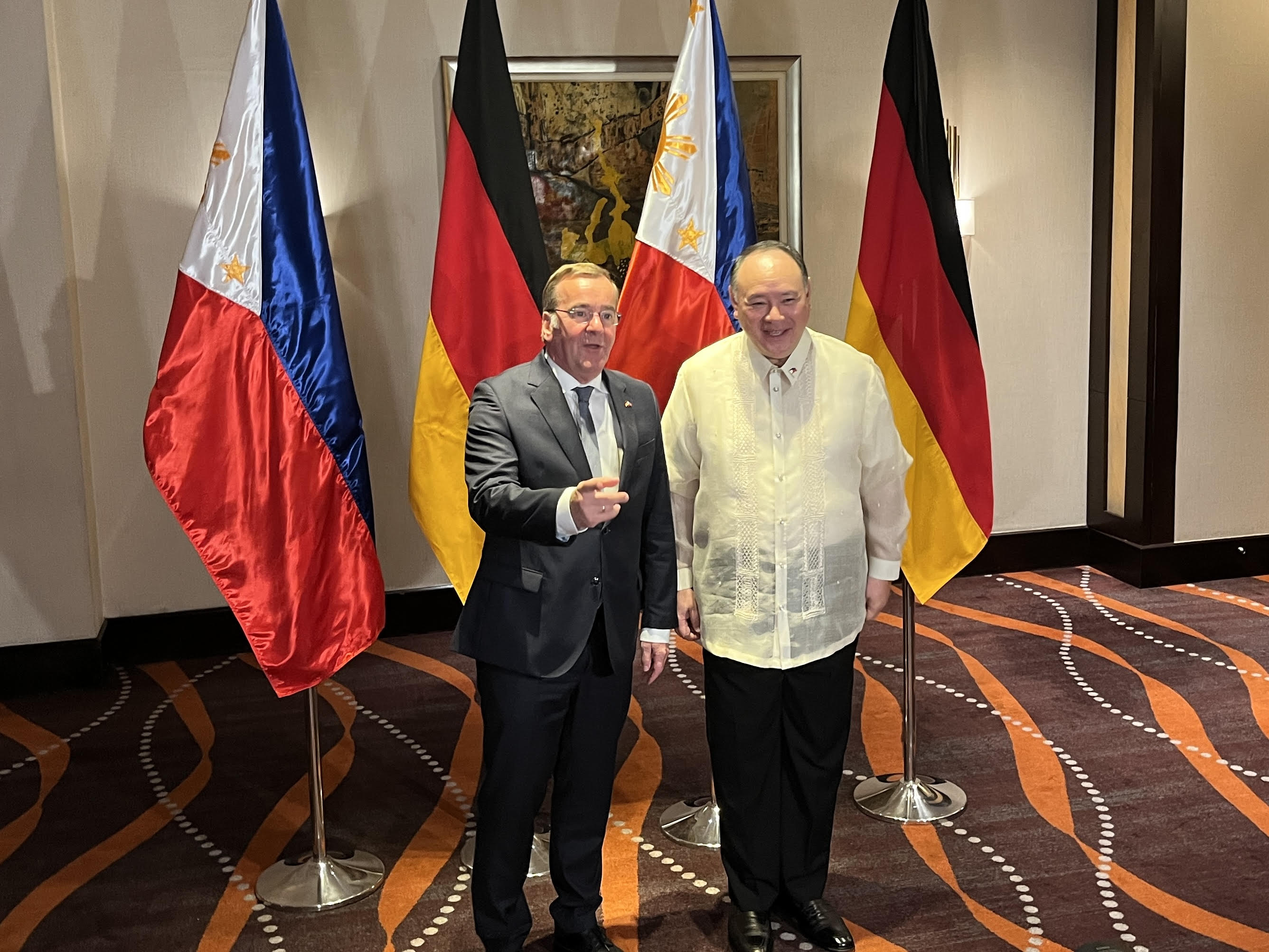
Bundesverteidigungsminister Boris Pistorius und sein philippinischer Amtskollege Gilberto Teodoro in Manila (August 2024)

Als Verteidigungsminister setzte er sich vor dem Hintergrund des russischen Überfalls auf die Ukraine vehement für eine Aufrüstung der Bundeswehr ein und drückte den Mitgliedern der deutschen Streitkräfte in einem offenen Brief sein Bedauern über die seiner Meinung nach für das Verteidigungsministerium unbefriedigende Haushaltsplanung aus, die ihm zufolge nicht der Zeitenwende entspricht.
Um dem oft diskutierten Personalmangel der Bundeswehr entgegenzuwirken, entwarf Pistorius das Modell des „Neuen Wehrdienst“, das er im Juni 2024 vorstellte. Dieses sieht vor, allen deutschen 18-Jährigen einen Fragebogen zu ihrer Wehrtauglichkeit zuzusenden, dessen Beantwortung für alle männlichen Staatsbürger verpflichtend ist. Anschließend sollen die geeignetsten Kandidaten zu einer Musterung eingeladen werden. Ziel des Modells ist es, 5000 Rekruten pro Jahr zu gewinnen. Aufgrund des Bruchs der Ampelkoalition kam es nicht zur Abstimmung über den Gesetzentwurf.
Von Beginn seiner Amtszeit als Verteidigungsminister an kam Boris Pistorius in Umfragen auf hohe Beliebtheitswerte, die ihm die Bezeichnung „beliebtester Politiker Deutschlands“ einbrachten.
Während der Regierungsbildung nach der Bundestagswahl 2025 nominierte die SPD am 5. Mai 2025 Boris Pistorius als Verteidigungsminister für das Kabinett Merz. Er wurde am 6. Mai 2025 ernannt und vereidigt und blieb somit als einziger Minister der Ampelkoalition im Amt.

#### Bundestagsabgeordneter
Bei der Bundestagswahl 2025 gewann Boris Pistorius mit 36,2 % der Erststimmen das Direktmandat im Bundestagswahlkreis Stadt Hannover II vor der Kandidatin Swantje Michaelsen (Bündnis 90/Die Grünen, 19,1 %). Mit der Konstituierung des 21. Deutschen Bundestages wurde er am 25. März 2025 Mitglied des Deutschen Bundestages.

### Privatleben
Pistorius ist in zweiter Ehe seit Dezember 2023 verheiratet mit der Politikwissenschaftlerin Julia Schwanholz. Seine erste Ehefrau Sabine Pistorius, geb. Heß (1961–2015), starb am 27. August 2015 an den Folgen einer Krebserkrankung. Von Oktober 2016 bis zum Frühjahr 2022 war Pistorius mit Doris Schröder-Köpf liiert. Er hat zwei Töchter.
In seiner Jugend spielte er zusammen mit seinen beiden Brüdern im örtlichen Sportverein Schinkel 04 Fußball, dessen Jugendabteilung sein Vater aufbaute und leitete. Pistorius ist Fan vom Fußballverein VfL Osnabrück und der Science-Fiction-Serie Raumschiff Enterprise.

## Politische Positionen

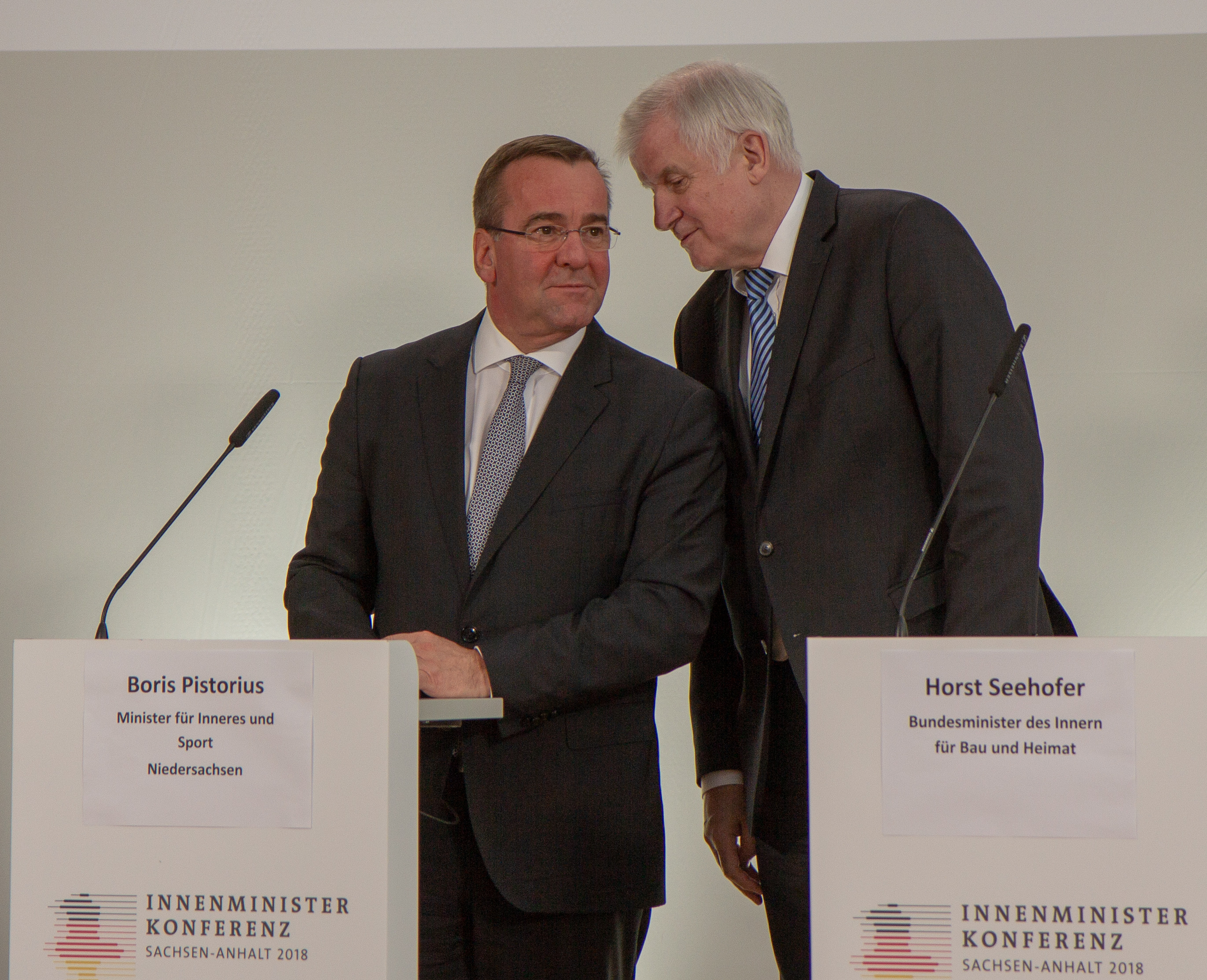
Pistorius mit Bundesinnenminister Horst Seehofer auf der Abschluss-Pressekonferenz der 209. Innenministerkonferenz in Magdeburg, 2018

### Bekämpfung des islamistischen Terrorismus
Vor dem Hintergrund des Wachstums der salafistischen Szene in Deutschland plädierte Pistorius im Jahr 2015 dafür, mit mehr Prävention und Information auf mehreren Ebenen den extremistischen Islamismus zu bekämpfen. Gleichzeitig warnte er aber davor, dass eine große Gefahr darin bestünde, „dass wir durch eine unsaubere Differenzierung und Pauschalisierung die große Masse der hier friedlich lebenden Moslems und die Splittergruppe der islamistischen Extremisten in einen Topf werfen“.
Im März 2017 verbot das Niedersächsische Innenministerium unter Pistorius den Verein Deutschsprachiger Islamkreis Hildesheim e. V. (DIK Hildesheim). Ermittlungen hatten ergeben, dass in dem Verein Kämpfer der Terrormiliz Islamischer Staat rekrutiert wurden.

#### Abschiebung islamistischer Gefährder
Bundesweite Aufmerksamkeit erlangte Pistorius im Februar 2017 durch seine Entscheidung, zwei in Deutschland geborene islamistische Gefährder abschieben zu lassen, noch bevor diese eine Straftat begangen hatten. Dabei berief er sich als erster Innenminister auf § 58a Aufenthaltsgesetz, der diesen Schritt zur Abwehr einer besonderen Gefahr erlaubt. Pistorius äußerte, Niedersachsen habe damit „das schärfste Schwert des Ausländerrechts angewendet, um eine konkrete Gefahr abzuwenden“. Im März desselben Jahres bestätigte das Bundesverwaltungsgericht in Leipzig die Rechtmäßigkeit der Entscheidung. Der Paragraph war nie zuvor angewandt worden, da die rechtlichen Hürden bis dato gemeinhin als zu hoch eingeschätzt wurden. Die Anwendung von § 58a Aufenthaltsgesetz und das damit verbundene Urteil des Bundesverwaltungsgerichts werden vielfach als wegweisend im Umgang mit islamistischen Gefährdern bewertet.

### Asyl- und Flüchtlingspolitik
Als Innenminister Niedersachsens kommentierte Pistorius die 2017 veröffentlichte Studie Zur Entwicklung der Gewalt in Deutschland Schwerpunkte: Jugendliche und Flüchtlinge als Täter und Opfer mit den Worten: „Wir dürfen das Thema Kriminalität von Flüchtlingen weder tabuisieren noch dramatisieren.“ An der Innenministerkonferenz 2018 befürwortete Pistorius einen „gesteuerten und gestaffelten Familiennachzug (für Flüchtlinge) ausdrücklich, weil er integrationsfördernd ist“. Seit dem Beginn der Flüchtlingsbewegung 2015 war die Kriminalität von Flüchtlingen deutschlandweit immer wieder diskutiert worden.
Im März 2020 setzte er sich für die Aufnahme unbegleiteter, minderjähriger Kinder aus griechischen Flüchtlingslagern ein.

### NPD-Verbotsverfahren
Als Vorsitzender der Innenministerkonferenz war Pistorius 2013 maßgeblich an der Stellung eines Antrags auf ein NPD-Verbotsverfahren durch die Länder beteiligt. Nach dem gescheiterten Verbotsverfahren 2003 äußerte sich Pistorius zuversichtlich, dass die NPD diesmal wegen ihrer Verfassungsfeindlichkeit verboten werde, da die Partei „sich selbst auch in der Tradition der NSDAP sieht“. Das Bundesverfassungsgericht entschied im Januar 2017 über den Antrag des Bundesrats und stellte dabei die Verfassungsfeindlichkeit der NPD fest. Von einem Verbot sahen die Richter dennoch ab, da die Partei politisch zu unbedeutend sei, um ihre Ziele zu erreichen. Die Richter verwiesen jedoch explizit darauf, dass über mögliche andere Reaktionsmöglichkeiten wie etwa den Entzug der staatlichen Finanzierung der Gesetzgeber zu entscheiden habe. Als Reaktion auf das Urteil verabschiedete der Bundestag im Juni 2017 eine Änderung des Grundgesetzes und weiterer Gesetze, um verfassungsfeindliche Parteien wie die NPD künftig von staatlicher Finanzierung auszuschließen. Ein wichtiger Impuls für diese Entscheidung ging dabei von Niedersachsen unter Pistorius aus. Im Februar 2018 entschied der Bundesrat einstimmig, einen Antrag beim Bundesverfassungsgericht zu stellen, demzufolge die NPD für die kommenden sechs Jahre von staatlicher Parteienfinanzierung ausgeschlossen werden soll.

### IT-Sicherheit
Ein weiteres zentrales Thema von Pistorius ist die Cybersicherheit, also insbesondere die Bedeutung der Sicherheit der öffentlichen Netzwerke in Verwaltungen und die bessere Zusammenarbeit der Bundesländer in diesem Thema. Pistorius äußerte, dieses Thema werde „in der Frage der inneren und auch äußeren Sicherheit […] in der öffentlichen Wahrnehmung am meisten unterschätzt“. Es gebe einen massiven Anstieg der Cyberattacken, die von professionellen Hackern – teils staatlich, teils privat – hochsystematisch ausgeführt werden. Das von seinem Vorgänger Uwe Schünemann ins Leben gerufene Bündnis White IT zum Schutz von Kindern in der digitalen Welt führte er fort. Auf Anregung Niedersachsens beschloss die Innenministerkonferenz im Juni 2017, sich mit einer länderübergreifenden Übung vor dem Hintergrund eines Cyberangriffes auf kritische Infrastrukturen zu befassen. Pistorius tritt weiterhin für eine intensive Kooperation auf europäischer Ebene zur Bekämpfung von Cyberkriminalität ein.

### Schutz von Einsatzkräften
Pistorius trat mehrfach für eine Stärkung des Schutzes von Einsatzkräften vor Behinderungen und Angriffen durch Gaffer an Unfall- und Einsatzorten ein. So brachte Niedersachsen 2016 eine Gesetzes-Initiative in den Bundesrat ein, die das Fotografieren und Filmen wehrloser Unfallopfer unter Strafe stellt. Dies stieß einen Prozess an, der im Mai 2017 schließlich die Verabschiedung des Gesetzes zur Änderung des Strafgesetzbuches –  Stärkung des Schutzes von Vollstreckungsbeamten und Rettungskräften – zur Folge hatte.

### Vorratsdatenspeicherung
Pistorius tritt für eine Vorratsdatenspeicherung ein, deren Ausgestaltung „dem Datenschutz durch hohe Eingriffshürden gerecht“ werden solle. Es gebe „aufgrund der Sicherheitserfordernisse ein dringendes Bedürfnis, auch auf Telekommunikationsdaten zuzugreifen.“

### Einführung eines Identifikations- bzw. Klarnamenszwangs im Internet
Pistorius spricht sich für eine Identifizierungspflicht bei sozialen Medien aus; Klarname, Adresse und Geburtstag sollten dort hinterlegt sein. Einer entsprechenden Bundesratsinitiative von Pistorius hat die niedersächsische Landesregierung zugestimmt. Er meint, wenn Nutzer persönliche Daten hinterlegten, könnten Straftaten im Netz besser verfolgt werden. Laut einer Analyse von heise online würde der Entwurf zu einer Aussperrung von Jugendlichen unter 16 Jahren praktisch aus allen mitgliederstarken Foren und Spieleplattformen führen, da Kinder und Jugendliche in Deutschland in der Regel erst ab 16 Jahren einen Personalausweis hätten. netzpolitik.org kritisierte das Vorhaben als „nicht nur unrealistisch, sondern auch unverantwortlich und gefährlich“. Es könnte etwa dazu führen, dass „Konzerne aus aller Welt massenhaft sensible Daten von Nutzern aus Deutschland speichern müssen, was erhebliche Sicherheitsrisiken“ bedeuten würde.

### Debatte über ein Verbot von Antifa-Gruppierungen
In Folge von Brandanschlägen auf die für Abschiebungen zuständige Landesaufnahmebehörde Niedersachsen (LAB NI) an den Standorten in Braunschweig und Langenhagen im Januar 2021 gab es eine kurze öffentliche Diskussion über ein mögliches Verbot von kriminellen politischen Gruppen in Niedersachsen. Im Nachgang der Anschläge wurde auf dem Internetportal „Indymedia“ ein Bekennerschreiben einer linksradikalen bzw. linksextremen Gruppe veröffentlicht. Pistorius erklärte, dass von Seiten der Behörden das Verbot einzelner linksradikaler bzw. linksextremer Gruppen geprüft werde.
Anders als in der anschließenden Debatte differenzierte Pistorius zwischen Antifaschismus einerseits und dem Weg der Gewalt gegen einen demokratischen Rechtsstaat anderseits: „Wenn jemand sagt, er sei antifaschistisch unterwegs, hat er meine volle Unterstützung und Solidarität. Wenn aber jemand unter diesem Deckmantel Straftaten begeht oder öffentliches Eigentum zerstört, dann ist das kein Kampf gegen den Faschismus, sondern ein Kampf gegen einen demokratischen Rechtsstaat. Und dagegen werden wir uns selbstverständlich mit allen rechtsstaatlichen Mitteln wehren.“
Darüber hinaus wehrte sich Pistorius gegen die Kritik, er wolle die Antifa verbieten. Er wolle lediglich die Arbeit gemeinnütziger Organisationen erschweren, die Gewalt anwenden oder unterstützen.

### Katastrophen-, Zivil- und Bevölkerungsschutz
Im Hinblick auf die COVID-19-Pandemie, den russischen Angriffskrieg auf die Ukraine sowie die Folgen des Klimawandels setzte sich Pistorius bereits im Rahmen einer Sonder-IMK in Brüssel für ein 10-Milliarden-Euro-Paket zum Ausbau des Zivil- und Bevölkerungsschutzes ein. Die Mittel hierzu sollen vom Bund kommen und unter anderem Betreuungsplätze für Notfälle, Anlagen zur Trinkwasseraufbereitung sowie Notstromaggregate finanzieren. Im Rahmen der Frühjahrs-IMK in Würzburg folgte ein einstimmiger Beschluss der IMK zu der Forderung von Pistorius. Die Niedersächsische Landesregierung brachte zudem auf Initiative von Pistorius ein Ad-hoc-Paket für den Bevölkerungs- und Katastrophenschutz in Höhe von 40 Millionen Euro auf den Weg. Dieses soll zusätzlich zu den knapp 18 Millionen Euro, die regulär jährlich für den Katastrophenschutz vorgesehen sind, bereitgestellt werden. Das Ad-hoc-Paket soll notwendige Investitionen ermöglichen und beschleunigen.

### Haltung zu Russland
Pistorius befürwortete lange Zeit einen russlandfreundlichen Kurs. Während seiner Zeit als Landespolitiker war er Mitglied der deutsch-russischen Freundschaftsgruppe des Bundesrates, die im April 2022 aufgelöst wurde. Im Jahr 2018 meinte Pistorius, es könne keine europäische Friedenspolitik ohne Russland geben. Mit Erinnerung an die Brandt’sche Ostpolitik solle der Umgang mit Russland freundschaftlich-kritisch sein. Er wollte auch die Sanktionen abgeschafft sehen.
Im Mai 2022, nach dem Überfall Russlands auf die Ukraine, änderte Pistorius seinen Kurs und kritisierte Russlands Staatschef Wladimir Putin scharf. Er nannte seine frühere Haltung eine „trügerische Hoffnung“ und sprach sich für eine starke Bundeswehr aus. Deutschland solle der Ukraine helfen, den Krieg zu gewinnen.
Ebenfalls im Mai 2022 äußerte Pistorius, es habe für ihn „natürliche Verbindungen nach Russland“ gegeben. „Spätestens mit der Krim-Übernahme“ sei er jedoch innerlich auf Distanz gegangen.

### Position zur AfD
Am 11. Dezember 2022 titelte der Focus: Niedersachsens Innenminister Pistorius: „Die AfD versucht das Gleiche wie die NSDAP“, dort heißt es dann weiter „Boris Pistorius (SPD) hat vor einer zunehmenden Radikalisierung der AfD gewarnt und angemahnt, den richtigen Zeitpunkt für ein Verbotsverfahren nicht zu verpassen.“

## Ehrungen und Auszeichnungen
- 2009: Portugiesischer Orden für Verdienst (Ordem do Mérito) (Comendador)[99]
- 2019: Schlesierschild der Landsmannschaft Schlesien[100]
- 2023: Transatlantikpreis der Steuben-Schurz-Gesellschaft
- 2024: Grünkohlkönig beim Defftig Ollnborger Gröönkohl-Äten[101]
- 2025: Verdienstorden 1. Klasse der Ukraine[102]
- 2025: Commandeur de l’Ordre National de la Légion d’Honneur[103]
- 2025: Großkreuz des Ordens für Verdienste um Litauen[104]
- 2025: Justus-Möser-Medaille der Stadt Osnabrück

## Skurriles
Boris Pistorius’ optische Ähnlichkeit mit Armin Laschet (keine Verwandtschaft) sorgt öfter für Verwirrung. Die beiden Politiker nehmen dies aber mit Humor.